# Schloßstraße (stacja metra)
Schloßstraße – stacja metra w Berlinie na linii U9, w dzielnicy Steglitz, w okręgu administracyjnym Steglitz-Zehlendorf. Stacja została otwarta w 1974.